# جيمس مارتن فيتزجيرالد
جيمس مارتن فيتزجيرالد (بالإنجليزية: James Martin Fitzgerald)‏ هو محامي وقاضي أمريكي، ولد في 7 أكتوبر 1920 في بورتلاند في الولايات المتحدة، وتوفي في 3 أبريل 2011 في سانتا روسا في الولايات المتحدة.